# Schefflera hitchcockii
Schefflera hitchcockii är en araliaväxtart som först beskrevs av Tobias Lasser och Bassett Maguire, och fick sitt nu gällande namn av Maguire, Steyerm. och David Gamman Frodin. Schefflera hitchcockii ingår i släktet Schefflera och familjen araliaväxter. Inga underarter finns listade.